# Fryksdals domsagas övre tingslags valkrets
Fryksdals domsagas övre tingslags valkrets var i riksdagsvalen till andra kammaren från 1866 till extravalet 1887 en egen valkrets med ett mandat. Valkretsen, som motsvarade de norra delarna av Fryksdals härad, uppgick vid det ordinarie valet 1887 i Fryksdals domsagas valkrets.

## Riksdagsmän
- Arvid Jönsson, lmp (1867–1869)
- Per Sahlström, lmp (1870–1872)
- Arvid Jönsson (1873–1875)
- Per Sahlström, lmp (1876–1878)
- Arvid Jönsson (1879–1884)
- Per Sahlström, lmp (1885–1887)